# Georgina Oliva i Peña
Georgina Oliva i Peña (Barcelona, 19 de novembre del 1980) és una sociòloga i política catalana.
És llicenciada en Sociologia per la Universitat de Barcelona. Té estudis del segon cicle de Ciències Polítiques i de l'Administració a la mateixa universitat. Ha estat responsable de la secretaria tècnica de la Fundació Josep Irla i assessora de l'Institut Català de les Dones en plans locals de polítiques de dones. Ha estat tècnica d'Infància i de dones del Consorci de Serveis Socials de Barcelona.
En l'àmbit polític ha estat militant de les JERC, on ha estat secretària de formació (2001-2003) i d'organització i finances (2003-2005), i n'és d'Esquerra Republicana, on s'ha ocupat de la secretaria de la dones i de la de formació. Del 2006 al 2008 va ser diputada al Congrés dels Diputats en substitució de Joan Puigcercós. És afiliada de la Intersindical-CSC i associada a Dones.cat. El 2021 va ser elegida com a secretària general del Departament d'Igualtat i Feminismes del Govern de la Generalitat de Catalunya.